# CooRie
CooRie è un gruppo musicale giapponese J-pop. Nasce come gruppo autoprodotto nel 2001 dalla collaborazione di Naoyuki Osada (composizione, arrangiamenti) e della cantautrice Rino (testi, voce).
Con l'abbandono di Naoyuki Osada il gruppo ha mantenuto il nome nonostante sia rimasta la sola cantautrice.
I CooRie hanno composto canzoni per serie animate e videogiochi quali School Days, Sora no Manimani e Nanaka - Ma quanti anni hai.

## Formazione
- Naoyuki Osada (長田直之?, Osada Naoyuki) - composizione, arrangiamenti (2001-2003)
- Rino – testi, voce (2001-)